# حزب الوعي
حزب الوعي، هو حزب سياسي في مصر تأسس عام 2011. كان الحزب في الأصل جزءًا من تحالف الكتلة المصرية الذي خاض الانتخابات البرلمانية المصرية 2011-2012، الرغم من أن ثلاثة أحزاب فقط (حزب المصريين الأحرار والحزب المصري الديمقراطي الاجتماعي وحزب التجمع ) كانت في النهاية جزءًا من هذا التحالف. وحل الحزب أخيرا في محافظة الإسماعيلية خلال تلك الانتخابات.